# Lorraine-Dietrich 12E
Lorraine-Dietrich 12E (Lorraine 12E), letecký motor vyvinutý a vyráběný firmou Lorraine-Dietrich. Motor vznikl pod dojmem konstrukce britského motoru Napier Lion, třířadého dvanáctiválce, který vynikal mimořádně příznivým poměrem hmotnost/výkon. Francouzi zkonstruovali obdobně koncipovaný motor (tj. třířadový dvanáctiválec), který měl stejné rozměry válců jako předchozí motory řady Lorraine-Dietrich 12D s uspořádáním V12. Prototypy třířadového dvanáctiválce s objemem 24,429 litru a výkonem 450 koní měly hmotnost 390 kg oproti výkonu 400 k a hmotnosti 420 kg vidlicového dvanáctiválce 12D se stejným zdvihovým objemem.
Vyráběl se ve verzích 12Eb (výkon 450 k při 1850 ot/min) a 12Ed (zdokonalená verze z roku 1926), oba měly také reduktorovou verzi (Ebr a Edr).
Motor se poměrně rychle rozšířil, byl i vyvážen a vyráběn v licenci. V Československu jej vyráběly mladoboleslavská automobilka L&K (později Škoda) a strojírna Breitfeld-Daněk, jednak jako subdodávky pro L&K v Mladé Boleslavi a jednak montáž motorů z dílů vlastních a vyrobených v Boleslavi.(Šlo o verzi Lorraine-Dietrich 12Eb), tyto licenční motory jsou patrně nejznámější ze stroje Letov Š-16. Ve Francii se mj. montoval do letounů Potez 25 a Bréguet XIX.

## Technická data

### Lorraine-Dietrich 12Eb
- Typ: pístový letecký motor s atmosférickým plněním, čtyřdobý zážehový vodou chlazený třířadý dvanáctiválec s válci do W, přímo pohání pravotočivou tažnou vrtuli
- Vrtání válce: 120 mm
- Zdvih pístu: 180 mm
- Zdvihový poměr: (L÷D): 1,50
- Celková plocha pístů: 1357 cm²
- Zdvihový objem motoru: 24 429 cm³
- Rozvod ventilový
- Kompresní poměr: 6,50
- Mazání: oběžné, tlakové
- Zapalování: magneta Scintilla AG-12
- Příprava směsi: dva karburátory typu Zenith 60J a Zenith 60DJ
- Hmotnost suchého motoru (tj. bez provozních náplní): 374 kg
- Výkony:
  - nominální: 450 k (331 kW) při 1850 ot/min
  - krátkodobý maximální (u země): 490 k (360,4 kW) při 2050 ot/min
- Kvalitativní parametry:
  - Střední efektivní tlak (výkon 490 k při 2050 ot/min): 0,864 MPa
  - Střední pístová rychlost (při 2050 ot/min): 12,30 m/sec
  - Výkon (kW) vztažený na plochu pístů (při 490 k): 0,266 kW na cm²
  - Poměr hmotnost ÷ výkon (při 490 k): 1,04 kg/kW